# Sbor Bratrské jednoty baptistů v Ostravě
Sbor Bratrské jednoty baptistů v Ostravě je místní baptistická církev v Ostravě-Zábřehu.
Sbor vznikl roku 1928.
Sbor sídlí v neobarokní budově Staré radnice v Ostravě-Zábřehu.